# Гірки (Сумський район)
Гі́рки — село в Україні, у Лебединській міській громаді Сумського району Сумської області. Населення становить 86 осіб. До 2020 орган місцевого самоврядування — Пристайлівська сільська рада.

## Географія
Село Гірки знаходиться на правому березі річки Псел, вище за течією на відстані 1 км розташоване село Червлене, нижче за течією на відстані 1,5 км розташоване село Пристайлове, на протилежному березі - село Барабашівка. Через село проходить автомобільна дорога Т 1913.

## Історія
12 червня 2020 року, відповідно до Розпорядження Кабінету Міністрів України № 723-р «Про визначення адміністративних центрів та затвердження територій територіальних громад Сумської області», увійшло до складу Лебединської міської територіальної громади.
19 липня 2020 року, після ліквідації Лебединського району, село увійшло до Сумського району.

## Пам'ятки
- Пристайлівський заказник — ботанічний заказник місцевого значення.